# Landtagswahlkreis Havelberg-Osterburg
Der Landtagswahlkreis Havelberg-Osterburg (Wahlkreis 3) ist ein Landtagswahlkreis in Sachsen-Anhalt. Er umfasste zur Landtagswahl in Sachsen-Anhalt 2021 vom Landkreis Stendal die Hansestadt Havelberg, die Hansestadt Osterburg (Altmark), die Verbandsgemeinde Arneburg-Goldbeck (mit den Gemeinden Arneburg, Eichstedt (Altmark), Goldbeck, Hassel, Hohenberg-Krusemark, Iden, Rochau und Hansestadt Werben (Elbe)), die Verbandsgemeinde Elbe-Havel-Land (mit den Gemeinden Kamern, Klietz, Stadt Sandau (Elbe), Schollene, Schönhausen (Elbe) und Wust-Fischbeck) sowie die Verbandsgemeinde Seehausen (Altmark) (mit den Gemeinden Aland, Altmärkische Höhe, Altmärkische Wische, Hansestadt Seehausen (Altmark) und Zehrental).
Der Wahlkreis wird in der achten Legislaturperiode des Landtages von Sachsen-Anhalt von Chris Schulenburg vertreten. Er vertritt den Wahlkreis seit der Landtagswahl im Jahr 2016 und verteidigte das Direktmandat zuletzt bei der Landtagswahl am 6. Juni 2021 mit 26,7 % der Erststimmen.

## Wahl 2021
Im Vergleich zur Landtagswahl 2016 wurde der Zuschnitt des Wahlkreises nicht verändert. Auch Name und Nummer des Wahlkreises wurden nicht geändert.
Es traten acht Direktkandidaten an. Von den Direktkandidaten der vorhergehenden Wahl trat nur der seinerzeit gewählte Abgeordnete Chris Schulenburg erneut an. Wulf Gallert trat bei der Wahl 2016 im Landtagswahlkreis Magdeburg IV als Direktkandidat an. Nico Schulz (Freie Wähler) gewann das Direktmandat im Wahlkreis Havelberg-Osterburg bereits bei den Wahlen in den Jahren 2002, 2006 und 2011, jedoch als Mitglied der CDU. Er legte nach der Wahl 2011 das Mandat nieder, um das Amt des Bürgermeisters der Stadt Osterburg (Altmark) anzutreten. Später verließ er die CDU und trat den Freien Wählern bei.
Chris Schulenburg verteidigte das Direktmandat mit 26,7 % der Erststimmen. Wulf Gallert konnte über Platz 6 der Landesliste der Partei Die Linke ebenfalls in den Landtag einziehen.
|                          |                      | Erst- stimmen | Erst- stimmen | Zweit- stimmen | Zweit- stimmen |
| Bewerber                 | Partei               | Anzahl        | %             | Anzahl         | %              |
| ------------------------ | -------------------- | ------------- | ------------- | -------------- | -------------- |
| Wahlberechtigte          | Wahlberechtigte      | 36.187        | 100,0         | 36.187         | 100,0          |
| Wähler                   | Wähler               | 22.108        | 61,1          | 22.108         | 61,1           |
| Ungültige Stimmen        | Ungültige Stimmen    | 326           | 1,5           | 325            | 1,5            |
| Gültige Stimmen          | Gültige Stimmen      | 21.782        | 98,5          | 21.783         | 98,5           |
| davon                    |                      |               |               |                |                |
| Chris Schulenburg        | CDU                  | 5.806         | 26,7          | 7.123          | 32,7           |
| Sandra Matzat            | AfD                  | 4.593         | 21,1          | 4.581          | 21,0           |
| Wulf Gallert             | DIE LINKE            | 2.482         | 11,4          | 2.297          | 10,5           |
| Jacob Beuchel            | SPD                  | 1.493         | 6,9           | 1.579          | 7,2            |
| Hella Ueberschaer        | GRÜNE                | 737           | 3,4           | 909            | 4,2            |
| Jim Christiansen-Weniger | FDP                  | 981           | 4,5           | 1.074          | 4,9            |
| Nico Schulz              | FREIE WÄHLER         | 5.452         | 25,0          | 3.219          | 14,8           |
| –                        | NPD                  | –             | –             | 39             | 0,2            |
| –                        | Tierschutzpartei     | –             | –             | 177            | 0,8            |
| –                        | Tierschutzallianz    | –             | –             | 35             | 0,2            |
| –                        | LKR                  | –             | –             | 6              | 0              |
| –                        | Die PARTEI           | –             | –             | 100            | 0,5            |
| –                        | Gartenpartei         | –             | –             | 105            | 0,5            |
| –                        | FBM                  | –             | –             | 13             | 0,1            |
| –                        | TIERSCHUTZ hier!     | –             | –             | 94             | 0,4            |
| Norbert Poley            | dieBasis             | 238           | 1,1           | 281            | 1,3            |
| –                        | Klimaliste ST        | –             | –             | 5              | 0              |
| –                        | ÖDP                  | –             | –             | 11             | 0,1            |
| –                        | Die Humanisten       | –             | –             | 9              | 0              |
| –                        | Gesundheitsforschung | –             | –             | 55             | 0,3            |
| –                        | PIRATEN              | –             | –             | 50             | 0,2            |
| –                        | WiR2020              | –             | –             | 21             | 0,2            |

## Wahl 2016
Zur Landtagswahl 2016 umfasste der Wahlkreis vom Landkreis Stendal die Hansestadt Havelberg, die Hansestadt Osterburg (Altmark), die Verbandsgemeinde Arneburg-Goldbeck (mit den Gemeinden Arneburg, Eichstedt (Altmark), Goldbeck, Hassel, Hohenberg-Krusemark, Iden, Rochau und Hansestadt Werben (Elbe)), die Verbandsgemeinde Elbe-Havel-Land (mit den Gemeinden Kamern, Klietz, Stadt Sandau (Elbe), Schollene, Schönhausen (Elbe) und Wust-Fischbeck) sowie die Verbandsgemeinde Seehausen (Altmark) (mit den Gemeinden Aland, Altmärkische Höhe, Altmärkische Wische, Hansestadt Seehausen (Altmark) und Zehrental).
Es traten sechs Direktkandidaten an. Von den Kandidaten der Wahl 2011 trat Ralf Bergmann (SPD) erneut an. Chris Schulenburg gewann mit 40,1 % der Erststimmen erstmals das Direktmandat.
|                      |                   | Erst- stimmen | Erst- stimmen | Zweit- stimmen | Zweit- stimmen |
| Bewerber             | Partei            | Anzahl        | %             | Anzahl         | %              |
| -------------------- | ----------------- | ------------- | ------------- | -------------- | -------------- |
| Wahlberechtigte      | Wahlberechtigte   | 37.929        | 100,0         | 37.929         | 100,0          |
| Wähler               | Wähler            | 23.404        | 61,7          | 23.404         | 61,7           |
| Ungültige Stimmen    | Ungültige Stimmen | 1.802         | 7,7           | 597            | 2,6            |
| Gültige Stimmen      | Gültige Stimmen   | 21.602        | 92,3          | 22.807         | 97,4           |
| davon                |                   |               |               |                |                |
| Chris Schulenburg    | CDU               | 8.656         | 40,1          | 7.562          | 33,2           |
| Jenny Schulz         | DIE LINKE         | 5.892         | 27,3          | 4.123          | 18,1           |
| Ralf Bergmann        | SPD               | 3.535         | 16,4          | 2.468          | 10,8           |
| David Elsholz        | GRÜNE             | 1.335         | 6,2           | 869            | 3,8            |
| –                    | ALFA              | –             | –             | 230            | 1,0            |
| –                    | Tierschutzallianz | –             | –             | 140            | 0,6            |
| –                    | AfD               | –             | –             | 5.524          | 24,2           |
| –                    | DIE RECHTE        | –             | –             | 44             | 0,2            |
| –                    | FBM               | –             | –             | 52             | 0,2            |
| Klaus-Dieter Liebsch | FDP               | 2.184         | 10,1          | 886            | 3,9            |
| –                    | FREIE WÄHLER      | –             | –             | 302            | 1,3            |
| –                    | MG                | –             | –             | 80             | 0,4            |
| –                    | NPD               | –             | –             | 244            | 1,1            |
| –                    | Die PARTEI        | –             | –             | 87             | 0,4            |
| –                    | Tierschutzpartei  | –             | –             | 196            | 0,9            |

## Wahl 2011
Bei der Landtagswahl in Sachsen-Anhalt 2011 waren 40729 Einwohner wahlberechtigt; die Wahlbeteiligung lag bei 51,5 %. Nico Schulz gewann das Direktmandat für die CDU.
| Bewerber                 | Partei           | Erststimmen in % | Zweitstimmen in % |
| ------------------------ | ---------------- | ---------------- | ----------------- |
| Nico Schulz              | CDU              | 41,8             | 34,8              |
| Helga Paschke            | Die Linke        | 28,9             | 27,4              |
| Ralf Bergmann            | SPD              | 17,9             | 20,7              |
| Norbert Heinrich Krebber | GRÜNE            | 5,2              | 5,7               |
| Torsten Sawallisch       | Freie Wähler     | 3,8              | 1,6               |
| Michael Wolfgang Kühn    | FDP              | 2,5              | 2,7               |
| –                        | NPD              | –                | 4,2               |
| –                        | Tierschutzpartei | –                | 1,3               |
| –                        | Piraten          | –                | 1,0               |
| –                        | SPV              | –                | 0,3               |
| –                        | KPD              | –                | 0,1               |
| –                        | MLPD             | –                | 0,1               |
| –                        | ödp              | –                | 0,1               |

## Wahl 2006
Bei der Landtagswahl in Sachsen-Anhalt 2006 traten folgende Kandidaten an:
| Name                              | Partei          | Anteil der Erststimmen | Anteil der Zweitstimmen |
| --------------------------------- | --------------- | ---------------------- | ----------------------- |
| Nico Schulz                       | CDU             | 41,1 %                 | 37,1 %                  |
| Helga Paschke                     | Die Linke       | 28,1 %                 | 26,1 %                  |
| Ralf Bergmann                     | SPD             | 20,8 %                 | 21,4 %                  |
| Arno Bausemer                     | FDP             | 4,8 %                  | 5,5 %                   |
| Eduard Stapel                     | GRÜNE           | 2,9 %                  | 2,9 %                   |
| Klaus-Dieter Ahlf                 | Off D-STATT-DSU | 0,6 %                  | 0,2 %                   |
| Florian Niemann                   | EB              | 0,9 %                  | –                       |
| Bernd Stampehl                    | EB              | 0,8 %                  | –                       |
|                                   | Sonstige        |                        | 6,8 %                   |
| Wahlberechtigte: 44.351 Einwohner |                 |                        |                         |
| Wahlbeteiligung: 41,0 %           |                 |                        |                         |

## Wahl 2002
Bei der Landtagswahl in Sachsen-Anhalt 2002 traten folgende Kandidaten an:
| Name                              | Partei        | Anteil der Erststimmen | Anteil der Zweitstimmen |
| --------------------------------- | ------------- | ---------------------- | ----------------------- |
| Jürgen Heyer                      | SPD           | 24,6 %                 | 22,2 %                  |
| Nico Schulz                       | CDU           | 39,7 %                 | 38,2 %                  |
| Helga Paschke                     | PDS           | 22,2 %                 | 21,1 %                  |
| Arnold Bausemer                   | FDP           | 8,0 %                  | 10,1 %                  |
| Herbert Dierkes                   | GRÜNE         | 1,8 %                  | 1,4 %                   |
| Joachim Ackermann                 | Schill-Partei | 3,7 %                  | 4,0 %                   |
|                                   | Sonstige      |                        | 3,0 %                   |
| Wahlberechtigte: 45.609 Einwohner |               |                        |                         |
| Wahlbeteiligung: 57,7 %           |               |                        |                         |

## Wahl 1998
Bei der Landtagswahl in Sachsen-Anhalt 1998 traten folgende Kandidaten an:
| Name                              | Partei   | Anteil der Erststimmen | Anteil der Zweitstimmen |
| --------------------------------- | -------- | ---------------------- | ----------------------- |
| Jürgen Heyer                      | SPD      | 44,8 %                 | 41,3 %                  |
| Bernd Sennecke                    | CDU      | 25,7 %                 | 21,8 %                  |
| Wulf Gallert                      | PDS      | 23,2 %                 | 19,9 %                  |
| Arnold Bausemer                   | FDP      | 4,0 %                  | 3,0 %                   |
| Eduard Stapel                     | GRÜNE    | 2,4 %                  | 2,6 %                   |
| –                                 | DVU      | –                      | 9,7 %                   |
|                                   | Sonstige |                        | 1,7 %                   |
| Wahlberechtigte: 45.513 Einwohner |          |                        |                         |
| Wahlbeteiligung: 72,2 %           |          |                        |                         |

## Wahl 1994
Bei der Landtagswahl in Sachsen-Anhalt 1994 traten folgende Kandidaten an:
| Name                              | Partei   | Anteil der Erststimmen | Anteil der Zweitstimmen |
| --------------------------------- | -------- | ---------------------- | ----------------------- |
| Hasso Gäde                        | SPD      | 31,4 %                 | 35,5 %                  |
| Bernd Sennecke                    | CDU      | 38,1 %                 | 36,0 %                  |
| Helga Paschke                     | PDS      | 21,8 %                 | 19,1 %                  |
| Gerhard Richter                   | FDP      | 3,5 %                  | 2,9 %                   |
| Gerhard Ruden                     | GRÜNE    | 4,1 %                  | 3,9 %                   |
| Christine Krause                  | REP      | 1,1                    | 1,2                     |
| –                                 | Sonstige | –                      | 1,4 %                   |
| Wahlberechtigte: 44.930 Einwohner |          |                        |                         |
| Wahlbeteiligung: 59,4 %           |          |                        |                         |